# Vladimir Martynovitj Smirnov
Vladimir Martynovitj Smirnov (ryska: Владимир Мартынович Смирнов), äldre stavning Wladimir Smirnoff, född 17 september 1876 i Pskov, Kejsardömet Ryssland, död 27 december 1952 i Stockholm, var en rysk revolutionär (bolsjevik) och sovjetisk diplomat.

## Biografi
Smirnovs far Martyn var ryss från Pskov medan modern, Virginia Nygren, var finlandssvensk. Innan oktoberrevolutionen var Smirnov lektor i ryska vid Helsingfors universitet, . Han tillbringade hela sin skoltid i Helsingfors och blev därför naturligt trespråkig; ryska, finska och svenska. Hans mor Virginia kände väl till Lenin, Trotskij, Lunatjarskij, Gorkij, Kuusinen, Konni Zilliacus som passerade och ofta övernattade i deras våning på Liisankatu 19. Dit  hörde även Jelena Stasova som var nyckelpersonen i det hemliga kontaktnät som byggdes upp för distributionen av Lenins nya tidning Iskra (Gnistan). I lägenheten förvarades dock även browningar och sprängämnen för vidare transport till Petersburg.
Han var en av bolsjevikernas nyckelagenter, täcknamn Paulsson, som dirigerade brev, vapen, pengar och revolutionärer genom Skandinavien och Finland.
Han blev senare anställd av den sovjetiska nyhetsbyrån ROSTA, därefter mångårig legationssekreterare vid Sovjetunionens ambassad i Stockholm. Han var redaktör för den ryskspråkiga tidningen Volna.
Han var från 1911 gift med Karin Strindberg, dotter till August Strindberg och Siri von Essen. De vigdes 19 september 1911 i August Strindbergs hem i Blå tornet i Stockholm. Tillsammans fick de en dotter, Karin (1914–1993); hon gifte sig senare med försäkringstjänstemannen Erik Strindberg, som var adoptivson till August Strindbergs och Siri von Essens son Hans (1884–1917).
Vladimir och Karin Smirnoff ligger begravda i Sigtuna i samma grav som hans mor, som avled i Sigtuna 1919.